# Saturnino Sarassa
Saturnino José Mariano Lorenzo de Sarassa, o Saraza (Gobernación de Buenos Aires, 9 de agosto de 1760-Buenos Aires, 26 de septiembre de 1835) fue un militar, abogado y comerciante porteño.
Se destacó como Guerrero de la Independencia Argentina, luchó en las Invasiones Inglesas y participó en la Revolución de Mayo. Fue prisionero en la expedición al Paraguay comandada por el General Manuel Belgrano. Se lo recuerda por ser el primer teniente gobernador de la jurisdicción del Cabildo de San Juan, Argentina en 1812.

## Primeros años
Nació en una tradicional familia de origen vasco radicada en Buenos Aires. Era hijo Saturnino Javier de Sarassa (Regidor Perpetuo en su ciudad natal) y de Juana Josefa Martínez de Tirado y Castro. En su juventud se dedicó a las actividades comerciales. En 1794 participó del recién creado Consulado de Buenos Aires al cual accedían los comerciantes más prestigiosos.
En 1806 se incorporó a la vida militar ante la primera invasión inglesa a Buenos Aires.
Participó de la Revolución de Mayo en Buenos Aires siendo uno de los concurrentes al Cabildo Abierto del 22 de mayo.
Con el grado de capitán de los Regimientos N.º 1 y 2 de Patricios (que entonces estaban unidos) se incorporó a la Expedición de Belgrano al Paraguay en Paraná el 1 de noviembre de 1810. Integró la división de vanguardia que marchaba hacia Asunción al mando de José Machain y cayó prisionero en la Batalla de Paraguarí. Fue trasladado a Asunción y alojado con los demás prisioneros en un barco. El 6 de abril de 1811 fue enviado a Montevideo en donde fue canjeado por prisioneros realistas meses después. Luego recibió el grado de teniente coronel.

## Teniente gobernador de San Juan
El Primer Triunvirato decidió poner fin a las juntas subalternas de gobierno y nombrar en su lugar gobernadores y teniente gobernadores.
El 7 de febrero de 1812 fue designado teniente gobernador de la Ciudad de San Juan por el Primer Triunvirato que ejercía la autoridad nacional. El cargo de teniente gobernador correspondía con el gobierno de la actual provincia de San Juan que pertenecía a la región de Cuyo que, a su vez, dependía de la Intendencia de Córdoba del Tucumán.
Su designación no fue bien vista por los habitantes de San Juan que se oponían al centralismo de la Ciudad de Buenos Aires asumido por el Primer Triunvirato que había desplazado a la Junta Grande como máxima autoridad del ex Virreinato del Río de la Plata.
Su gobierno se destacó por la falta de sostén político, se vio sometido a las presiones de los dos grupos dominantes y el avance del Cabildo de San Juan sobre las atribuciones de su cargo.
Francisco Narciso Laprida hizo correr versiones de que Sarassa apoyaba a los realistas. José Ignacio Maradona, que volvía a la ciudad luego de haber participado en la Junta Grande se enfrentó con virulencia con Sarassa.
A mediados de 1813 los sanjuaninos se habían persuadido, sin fundamento alguno, de que existía una conjura de los realistas para retomar el poder y en ante el brote de histeria colectiva el Cabildo ordenó el arresto de algunos españoles y expulsó de la provincia a otros.
El 30 de septiembre el Cabildo alegó que Sarassa no había actuado frente al inminente peligro, que nunca existió, y comenzó a juntar firmas para destituirlo. Generado ese clima muchos comenzaron a pedir que se fusilara a Sarassa.
Sarassa huyó a la ciudad de Mendoza, por lo que se pidió que se designara un juez para que deslindara las responsabilidades de lo sucedido. Fue designado el abogado José María García quien en diciembre de 1813 concluyó su tarea ordenando el arresto de los instigadores, entre ellos Laprida, y la reposición de Sarassa en el cargo.
En enero de 1814 Sarassa retomó el ejercicio del gobierno, pero a los pocos días renunció.

### Obra de gobierno
- Realizó el primer censo de la provincia.
- Aportó hombres y elementos al Ejército del Norte.
- Organizó la percepción de las rentas de la provincia.
- Cuidó el buen estado de los caminos y las postas.
- Cornelio Saavedra se exilió en San Juan durante su gobierno.
- Efectuó las elecciones de diputado para la segunda Asamblea del Año XIII, fue elegido Francisco Narciso Laprida.
- Efectuó las elecciones de diputado para la Asamblea General Constituyente del Año 1813, fue elegido Tomás Antonio Valle.

## Últimos años
Durante su estancia en la ciudad de Mendoza conoció a María Felipa Moyano con quien contrajo matrimonio en segundas nupcias en 1813.
El Segundo Triunvirato le ofreció ser teniente gobernador de la Ciudad de La Rioja, pero Sarassa no aceptó y dio por finalizada su vida política.

## Homenajes
En la Ciudad de San Juan existe un barrio y una calle con su nombre.
En el Departamento Rawson de San Juan existe una escuela con su nombre.
La Ciudad Autónoma de Buenos Aires posee una calle llamada Saraza en su honor.